# Seitendorf
Seitendorf is een plaats in de Duitse gemeente Heilsbronn, deelstaat Beieren, en telt 131 inwoners (2007).